# Delegation
Na engenharia de software, o padrão de delegação é um padrão de design orientado a objetos que permite que a composição de objetos atinja a mesma reutilização de código que a herança, e serve como uma alternativa para obter o mesmo efeito da herança múltipla em linguagens que não a suportam.
Na delegação, um objeto (equivalente a classe filho na herança) lida com uma solicitação delegando a um segundo objeto (o delegate(delegado) )(equivalente a classe pai na herança),  para isso o primeiro objeto torna-se proprietário do segundo objeto para usar suas propriedades e métodos. O delegado é um objeto auxiliar, mas com o domínio original . Com uma linguagem que tenha suporte para delegação, isso é feito implicitamente, fazendo com que o self no delegado se refira ao objeto original (de envio), não ao delegado (objeto de recebimento). No padrão delegation, isso é feito ao passar explicitamente o objeto original para o delegado como uma de suas propriedades. Observe que "delegação" costuma ser usada de maneira vaga para se referir ao conceito distinto de forwarding (encaminhamento), onde o objeto de envio simplesmente usa o membro correspondente no objeto de recebimento, avaliado no campo do objeto de recebimento, não o objeto original, no caso da delegação o objeto original está no campo do objeto delegado.
Observe que este artigo usa "objeto de envio / objeto de recebimento" para os dois objetos, em vez de "objeto de recebimento / delegado", enfatizando quais objetos enviam e recebem a chamada de delegação, não a chamada original.

## Definition
Na introdução "Gamma et al. 1994, Grady Booch" definiu o delegation como:
Delegation é uma maneira de tornar a composição tão poderosa para reutilização quanto herança [Lie86, JZ91]. No delegation, dois objetos são envolvidos no tratamento de uma solicitação: o objeto receptor delega operações ao seu "delegado". Isso é análogo a subclasses transferindo requisições a classe pai. Mas com herança, uma operação herdada sempre pode se referir ao objeto receptor por meio do operador this C++ e self em Smalltalk. Para alcançar o mesmo efeito com a delegação, o receptor passa a si mesmo ao delegado para deixar que a operação delegada consulte o receptor.
Ou seja ao invés de herdar as características da classe pai para a classe filho diretamente, a classe filho é adaptada para receber um objeto instanciado da classe pai para usar seus métodos, para que esses métodos fiquem disponíveis na classe filho é necessário redeclarar aquele método com o mesmo nome e dentro dele chamar o método do objeto pai.

## Exemplo
No exemplo abaixo (usando a linguagem de programação Kotlin ), a classe Window delega a chamada area() ao seu objeto Rectangle interno (seu delegado). 
```
class
 
Rectangle
(
val
 
width
:
 
Int
,
 
val
 
height
:
 
Int
)
 
{

  
fun
 
area
()
 
=
 
width
 
*
 
height

}

class
 
Window
(
val
 
bounds
:
 
Rectangle
)
 
{

  
// Delegation

  
fun
 
area
()
 
=
 
bounds
.
area
()

}

```

Outro exemplo em Java
```
// delegation 

class
 
RealPrinter
 
{
 

    
// the "delegate" 

    
void
 
print
()
 

    
{
 

        
System
.
out
.
println
(
"The Delegate"
);
 

    
}
 

}
 

  

class
 
Printer
 
{
 

    
// the "delegator" 

    
RealPrinter
 
p
 
=
 
new
 
RealPrinter
();
 

  

    
// create the delegate 

    
void
 
print
()
 

    
{
 

        
p
.
print
();
 
// delegation 

    
}
 

}

```

## Suporte de linguagem
Algumas linguagens têm suporte especial para delegação incorporada. Por exemplo, na linguagem de programação Kotlin, poderíamos escrever: 
```
interface
 
ClosedShape
 
{

  
fun
 
area
():
 
Int

}

class
 
Rectangle
(
val
 
width
:
 
Int
,
 
val
 
height
:
 
Int
)
 
:
 
ClosedShape
 
{

  
override
 
fun
 
area
()
 
=
 
width
 
*
 
height

}

class
 
Window
(
private
 
val
 
bounds
:
 
ClosedShape
)
 
:
 
ClosedShape
 
by
 
bounds

```